# 薛チョウ
薛 憕（せつ ちょう、生没年不詳）は、中国の北魏末から西魏にかけての政治家。字は景猷。本貫は河東郡汾陰県。薛弘敞（薛真度の父）の曾孫。

## 経歴
早くに父を失い、家は貧しく、みずから農耕して祖母を養い、暇をみては古典籍を読んだ。531年、給事中に任じられ、伏波将軍の位を加えられた。
高歓が起兵すると、薛憕は陳郡と梁郡の間を遊歴した。「関中は形勝の地であるので、必ずや霸王となるものがいるだろう」と一族の薛孝通に言い、孝通とともに長安に向かった。侯莫陳悦がこのことを聞くと、薛憕を召しだして行台郎中とし、鎮遠将軍・歩兵校尉に任じた。534年、侯莫陳悦が賀抜岳を殺害すると、部下の軍人たちはみな喜んだが、薛憕はひとり「侯莫陳悦は才略も少ないのに、良将を害したのだから、敗亡は遠くない。何を喜ぶことがあろうか」と親しい人に告げた。宇文泰が侯莫陳悦を平定すると、薛憕は召し出されて記室参軍となった。孝武帝が関中に入ると、薛憕は征虜将軍・中散大夫の位を受け、夏陽県男に封じられた。535年、西魏が建国されると、中書侍郎に任じられ、安東将軍の位を加えられ、爵位は伯に進んだ。
538年、宣光殿と清徽殿が落成すると、薛憕は頌を作った。西魏の文帝が仙人欹器と水芝欹器のふたつの欹器を作らせると、薛憕はまた2器のために頌を作った。西魏には儀制の多くが欠けていたので、宇文泰は薛憕と盧弁・檀翥らに命じて儀制を制定させた。後に薛憕は事件に連座して処刑された。
子の薛舒が後を嗣いだ。薛舒は礼部下大夫・儀同大将軍となり、陳に対する副使をつとめた。

## 伝記資料
- 『周書』巻38 列伝第30
- 『北史』巻36 列伝第24